# Neomomonia torquipes
Neomomonia torquipes är en kvalsterart som först beskrevs av Hopkins 1966.  Neomomonia torquipes ingår i släktet Neomomonia och familjen Momoniidae. Inga underarter finns listade i Catalogue of Life.